# Oznaczenie CE

Logo CE

Oznaczenie CE lub oznakowanie CE (Conformité Européenne) umieszczone na wyrobie jest deklaracją producenta, że oznakowany wyrób spełnia wymagania dyrektyw tzw. „Nowego Podejścia” Unii Europejskiej (UE).
Dyrektywy te dotyczą zagadnień związanych z bezpieczeństwem użytkowania, ochroną zdrowia i ochroną środowiska oraz określają zagrożenia, które producent powinien wykryć i wyeliminować. Producent oznaczając swój wyrób znakiem CE deklaruje, że wyrób ten spełnia wymagania wszystkich odnoszących się do niego dyrektyw.
Aby oznakować swój wyrób tym znakiem, producent wykonuje analizy i podejmuje działania dla spełnienia odnośnych wymagań, a następnie poddaje produkt procedurze oceny zgodności z odpowiednimi dyrektywami. Przebieg i wyniki działań producent dokumentuje.
Procedura oceny zgodności realizowana jest przez producenta (lub jego upoważnionego przedstawiciela) poprzez wykonanie sekwencji określonych przepisami działań (tzw. modułów oznaczanych zwykle wielkimi literami). Wybór sekwencji modułów zależy od producenta, który wybiera ją według własnego uznania z możliwości określonych w dyrektywie dotyczącej danego wyrobu. Przykładowo, w przypadku licznika energii elektrycznej producent może wybrać sekwencje: B+D, B+F albo H1. Warto zauważyć, że dla „nieskomplikowanych technicznie” wyrobów sekwencja ta może składać się z jednego modułu (np. modułu A).
W wielu przypadkach (w zależności od wyrobu) procedura oceny zgodności wymaga udziału tzw. Jednostki Notyfikowanej (Strona Trzecia). Jest to organizacja wyznaczona przez władze krajowe do wykonywania zadań wynikających z dyrektyw (patrz: Decyzja Parlamentu Europejskiego i Rady 768/2008/WE). Jeżeli wyrób wymaga tylko oceny zgodnie z modułem A (wewnętrzna kontrola produkcji) – producent sam (bez udziału Strony Trzeciej) dokonuje oceny w oparciu o właściwe normy zharmonizowane. W pozostałych przypadkach (moduły B-H2) – producent zgłasza się do wybranej przez siebie Jednostki Notyfikowanej w celu dokonania oceny zgodności swojego produktu. Producent ma swobodę wyboru Jednostki z całego obszaru UE.
Istotnym pojęciem związanym z oceną zgodności jest „domniemanie zgodności” polegające na uznaniu, że wyroby, które spełniają wymagania zawarte w normach krajowych implementujących normy zharmonizowane, których numery opublikowano w Dzienniku Urzędowym Wspólnot Europejskich, są zgodne z wymaganiami zasadniczymi. Jeśli producent nie zastosował takiej normy, lub zastosował ją częściowo, musi udokumentować działania podjęte w celu spełnienia wymagań zasadniczych oraz ich zasadność.
Działania oceniające zamyka wystawienie przez producenta deklaracji zgodności EC (WE), a od 2010 r. (po wejściu Traktatu z Lizbony) EU (UE) (wyjątkiem była „stara” Dyrektywa Bezpieczeństwa Zabawek TSD 88/378/EWG, która nie przewidywała wystawiania deklaracji, albowiem „nowa” TSD 2009/48/WE, która weszła w życie 20 lipca 2011 r. już przewiduje wystawienie deklaracji zgodności zabawki). Dla przypadków określonych w pozostałych dyrektywach, deklaracja ta jest dołączona do wyrobu, albo udostępniana na żądanie organów nadzoru rynku.
Wszystkie te działania zostały ustanowione w celu eliminowania barier w przepływie towarów na rynku Unii. Kraje członkowskie nie mogą zakazać wprowadzenia na swój rynek wyrobu z oznakowaniem CE.
Jeśli dany wyrób podlega przepisom chociaż jednej dyrektywy nowego podejścia, to bez oznakowania CE nie może być wprowadzany do obrotu ani użytkowania na terenie Unii Europejskiej.
Organy nadzoru rynku mają za zadanie egzekwowanie prawa europejskiego chroniącego interesy konsumentów i pracowników oraz zapobieganie nieuczciwej konkurencji. W Polsce zadania organu nadzoru rynku spełnia Prezes Urzędu Ochrony Konkurencji i Konsumenta.
Nie można pomylić obowiązkowego w Polsce do dnia 30 kwietnia 2004 r. (przed wejściem Polski do UE) znaku bezpieczeństwa „B” z oznakowaniem CE. Dziś znak „B” ma charakter wyłącznie dobrowolny (z wyjątkiem przepisów poświęconych materiałom budowlanym).
Należy również podkreślić, że od czasu Traktatu z Lizbony są wydawane działające bezpośrednio:
- Rozporządzenia UE (wydawane przez Parlament Europejski i Radę UE)
- Rozporządzenia Komisji Europejskiej (jako wykonawcze albo zmieniające do dyrektyw albo rozporządzeń UE).

Takie rozporządzenia UE i KE nie muszą być transponowane do prawa krajowego – działają bezpośrednio. Przykłady:
- rozporządzenie „materiały budowlane” nr 305/2011, albo
- rozporządzenie zmieniające Dyrektywę Bezpieczeństwa Zabawek – ws. ograniczenia baru w zabawkach, nr 681/2013.

## Znaczenie
Istniejące w swojej obecnej formie od 1993 roku, oznaczenie CE jest kluczowym wskaźnikiem spełniania przez produkt wymogów prawnych Unii Europejskiej, umożliwiającym wolny przepływ towarów na rynku europejskim. Przez umieszczenie znaku CE na wyrobie, jego producent deklaruje, na własną odpowiedzialność, że ten wyrób jest zgodny ze wszystkimi mającymi zastosowanie do tego produktu wymaganiami prawnymi, koniecznymi do uzyskania znaku CE, zapewniając tym samym możliwość jego sprzedaży na terenie Europejskiego Obszaru Gospodarczego – EOG (ang. European Economic Area – EEA to 27 państw członkowskich UE i krajów EFTA – Islandii, Norwegii i Liechtensteinu), jak również Turcji. Dotyczy to również wyrobów wykonanych w pozostałych krajach, sprzedawanych na terenie EEA i Turcji.
Znak CE nie wskazuje, że wyrób został wytworzony na terenie EEA, a jedynie jego producent poświadcza fakt, iż ten wyrób został przez niego (lub na jego zlecenie – w jednostce notyfikowanej) poddany właściwej ocenie zgodności przed wprowadzeniem go na rynek i tym samym spełnia wymagania prawne (np. wymagania bezpieczeństwa) umożliwiające jego sprzedaż.
Oznacza to, że wytwórca zweryfikował zgodność wyrobu z odpowiednimi wymaganiami (tj. z wymaganiem bezpieczeństwa, ochrony zdrowia i ochrony środowiska naturalnego) dyrektyw – albo, jeśli to przewidziano w dyrektywach, wyrób został oceniony przez wyznaczony organ kontroli zgodności.
Jednak nie wszystkie wyroby mogą albo muszą nosić znak/oznakowanie CE. Dotyczy to jedynie kategorii wyrobów podlegających określonych dyrektywom, przewidującym konieczność znakowania CE.
Wyroby ze znakiem CE są kupowane nie tylko przez klientów specjalistycznych (jak np. sprzęt medyczny, windy, maszyny i przyrządy pomiarowe), ale również przez zwykłych konsumentów (zabawki, łodzie rekreacyjne, urządzenia gazowe lub proste ciśnieniowe, sprzęt elektryczny i elektroniczny, m.in. komputery, telefony komórkowe i żarówki).

## Kraje, w których jest wymagane oznaczenie CE
Znakowanie CE jest obowiązkowe dla pewnych grup wyrobów w Europejskim Obszarze Gospodarczym (EEA), w której skład wchodzi 27 państw członkowskich UE, kraje EFTA oraz Turcja. Znak ten jest również obowiązkowy dla wszystkich wyrobów wytworzonych w pozostałych krajach, a sprzedawanych w strefie EEA. W takim przypadku importer musi się upewnić, że wytwórca spoza UE podjął niezbędne kroki, pozwalające mu umieścić na swym wyrobie znak CE. Jeżeli tego nie uczynił – importer musi niejako przejąć obowiązki producenta, w celu wprowadzenia tego wyrobu na obszar EEA.

## Zasady umieszczania znaku CE
Producent wyrobu sam umieszcza na nim znak CE, ale musi uprzednio przedsięwziąć odpowiednie kroki. Jego obowiązkiem jest przeprowadzenie kontroli zgodności, stworzenie dokumentacji technicznej i podpisanie deklaracji zgodności UE. Taka dokumentacja musi zostać udostępniona na żądanie odpowiednim organom nadzoru rynku.
Importerzy wyrobów muszą zweryfikować, czy producent spoza UE przedsięwziął niezbędne kroki i czy dokumentacja może być udostępniona na żądanie. Importerzy powinni również się upewnić, czy kontakt z producentem może zawsze być ustalony.
Dystrybutorzy muszą być w stanie wykazać władzom krajowym (jednostce nadzoru rynku), że postępowali z należytą starannością. Muszą również posiadać zaświadczenie od producenta bądź importera, potwierdzające iż przeprowadzono ocenę zgodności produktu.
Jeśli importer bądź dystrybutor sprzedaje wyroby pod nazwą własnej marki, przejmuje tym samym obowiązki producenta. W takim wypadku musi posiadać wystarczające informacje na temat projektu i procesu produkcji danego wyrobu, jako że przejmuje on odpowiedzialność prawną za umieszczenie oznakowania CE.
Istnieją określone zasady regulujące procedurę oznakowania:
- Wyroby, które są przedmiotem niektórych dyrektyw UE, muszą zostać oznakowane znakiem CE, zanim będą mogły być wprowadzane na rynek
- Producenci muszą na własną odpowiedzialność sprawdzić, które dyrektywy UE odnoszą się do ich produktu
- Wyrób może być wprowadzony do obrotu, jeżeli jest zgodny z postanowieniami wszystkich odpowiednich dyrektyw i jeśli procedura oceny zgodności została odpowiednio przeprowadzona
- Producent sporządza deklarację zgodności UE oraz umieszcza oznakowanie CE na wyrobie
- Jeżeli określono w dyrektywie (*ach), upoważnienie osoby trzeciej (notyfikowanej), może ona być zaangażowana w procedurę oceny zgodności na podstawie pisemnego upoważnienia producenta
- Jeżeli oznakowanie CE jest umieszczone na wyrobie, może on posiadać dodatkowe oznaczenia tylko pod warunkiem, że mają one inną wymowę, nie są mylące i nie wpływają na zatarcie czytelności i widoczności oznakowania CE

W Polsce procedury oceny zgodności i zasady umieszczania Oznakowania CE na wyrobach oraz wymagania dla producentów i importerów określają:
- Ustawa z dnia 13 kwietnia 2016 r. o systemach oceny zgodności i nadzoru rynku (Dz.U. z 2025 r. poz. 568) oraz
- dla dyrektyw: maszynowej 2006/42 i hałas na zewnątrz 2000/14 – Ustawa z dnia 30 sierpnia 2002 r. o systemie oceny zgodności (Dz.U. z 2023 r. poz. 215). Ta ustawa wdraża również systemowo kilka dyrektyw starego podejścia, ale dla wyrobów, o których tam mowa, nie przewiduje oznakowania znakiem CE;
- rozporządzenia wykonawcze w sprawie wymagań dla danego wyrobu. Jest tam też określona nomenklatura, np. wyrób – a nie produkt, producent – a nie wytwórca, oznakowanie CE – a nie oznaczenie CE itd.

## Charakterystyka oznakowania CE
- Oznakowanie CE musi być umieszczone na wyrobie przez producenta lub jego przedstawiciela upoważnionego do działań w Unii Europejskiej, zgodnie z jego prawnym formatem w sposób widoczny, czytelny i trwały, tylko na tych wyrobach, które są objęte wymaganiami określonymi w dyrektywach nowego podejścia;
- Oznakowanie CE musi być wielkości co najmniej 5 mm; jeżeli jest powiększone, jego proporcje muszą zostać zachowane (por. zał. II Rozporządzenia 765/2008/WE),
- Jeśli wygląd i jakość wykonania wyrobu nie pozwalają na umieszczenie oznakowania CE na samym wyrobie, znak CE musi być umieszczony na opakowaniu lub załączonych dokumentach,
- Jeżeli dyrektywa wymaga zaangażowania jednostki notyfikowanej w procedurze oceny zgodności, jej numer identyfikacyjny musi zostać wprowadzony za oznakowaniem CE. Odbywa się to pod nadzorem jednostki notyfikowanej.

## Konsekwencje prawne
Istnieją mechanizmy sprawdzające, czy oznakowanie CE jest umieszczane na wyrobach poprawnie.
Kontrola znaku CE jest obowiązkiem władz publicznych (nadzór rynku) w Państwach Członkowskich, we współpracy z Komisją Europejską.
Jeśli podejrzewa się nadużycia oznakowania CE, lub jeśli bezpieczeństwo wyrobu jest kwestionowane, obywatele mogą skontaktować się z krajowymi organami nadzoru rynku.
Procedury, środki i sankcje stosowane wobec przestępstwa fałszowania CE mogą się różnić, w zależności od krajowego prawa administracyjnego i karnego danego Państwa Członkowskiego.
W zależności od wagi przestępstwa, podmioty gospodarcze mogą podlegać karze grzywny, a w niektórych okolicznościach możliwe jest zasądzenie kary więzienia.
Jednakże jeśli wyrób nie jest uznany za stwarzający bezpośrednie zagrożenie dla bezpieczeństwa, producent może otrzymać drugą szansę zapewnienia, że jego wyrób jest zgodny z obowiązującym prawodawstwem, zanim zostanie on zobowiązany do usunięcia tego wyrobu z rynku.

## Grupy wyrobów
- Wyroby medyczne osadzane aktywnie
- Urządzenia spalające paliwa gazowe
- Urządzenia kolei linowych przeznaczone do przewozu osób
- Eko-projektowanie produktów związanych z energią
- Kompatybilność elektromagnetyczna
- Urządzenia i systemy ochronne przeznaczone do użytku w miejscach zagrożonych wybuchem
- Materiały wybuchowe do użytku cywilnego
- Kotły wodne
- Chłodziarki domowe i zamrażarki
- Urządzenia medyczne do diagnostyki in vitro
- Windy / dźwigi
- Urządzenia „niskiego napięcia” / sprzęt elektryczny
- Maszyny
- Przyrządy pomiarowe
- Urządzenia medyczne
- Urządzenia emitujące hałas do środowiska
- Wagi nieautomatyczne
- Środki ochrony osobistej / indywidualnej
- Urządzenia ciśnieniowe
- Urządzenia gazowe
- Pirotechnika
- Radiowe urządzania telekomunikacyjne
- Łodzie rekreacyjne
- Zabawki dla dzieci do lat 14
- Proste zbiorniki ciśnieniowe

## China Export

Oznaczenie China Export

Produkty sprowadzane z Chin często nie posiadają odpowiednich certyfikatów. Aby zwiększyć sprzedaż takich produktów, zastosowano bardzo podobne oznaczenie CE, które różni się praktycznie tylko tym, że odległość między obiema literami jest minimalna, a belka w literze E jest dłuższa. Produkty z takim znakiem zazwyczaj nie spełniają norm europejskich.
Stosowanie takiego znaku będzie skutkować naruszeniem art. 47 ustawy z dnia 30 sierpnia 2002 r. o systemie oceny zgodności (Dz.U. z 2023 r. poz. 215), który stanowi, że „Kto umieszcza na wyrobie znak podobny do oznakowania zgodności, mogący wprowadzić w błąd użytkownika, konsumenta lub dystrybutora tego wyrobu – podlega grzywnie”.